# Marcos Ambrose
Marcos Ambrose (Launceston (Tasmanië), 1 september 1976) is een Australisch autocoureur.

## Carrière
Ambrose startte zijn carrière in het formuleracen in 1996 in het Australische Formule Ford kampioenschap, dat hij ook in 1997 reed toen hij vice-kampioen werd dat jaar. In 1998 maakte hij de overstap naar Europa en ging aan de slag in de Britse Formule Ford. In 1999 werd hij derde in de eindstand van dat kampioenschap en hij won dat jaar de Formule Ford Euro Cup. In 2000 reed hij in de Franse en Britse Formule 3. In 2001 keerde hij terug naar Australië en ging hij aan de slag in de V8 Supercars. Hij won het kampioenschap in 2003 en 2004.
In 2006 verhuisde hij naar de Verenigde Staten om te gaan racen in de NASCAR. In zijn debuutjaar ging hij aan de slag in de Camping World Truck Series en maakte een jaar later de overstap naar de Nationwide Series. Hij won in deze raceklasse zowel in 2008 als in 2009 de race op het befaamde Watkins Glen International. Hij debuteerde in 2008 in de Sprint Cup, waar hij eveneens zijn beste resultaten behaalde op Watkins Glen, hij werd op het circuit derde in 2008 en tweede in 2009 en won de race in 2011 en 2012.

## Resultaten in de NASCAR Sprint Cup
Sprint Cup resultaten (aantal gereden races, polepositions, gewonnen races en positie in het kampioenschap)
| Jaar | Races | Polepositions | Overwinningen | Kampioenschap |
| ---- | ----- | ------------- | ------------- | ------------- |
| 2008 | 11    | 0             | 0             | 45e           |
| 2009 | 36    | 0             | 0             | 18e           |
| 2010 | 36    | 0             | 0             | 26e           |
| 2011 | 36    | 0             | 1             | 19e           |
| 2012 | 36    | 2             | 1             | 18e           |
| 2013 | 36    | 1             | 0             | 22e           |